# Кривошеевский сельсовет
Кривошеевский сельсовет — муниципальное образование со статусом сельского поселения в Нижнеломовском районе Пензенской области Российской Федерации.
Административный центр — село Кривошеевка.

## История
Статус и границы сельского поселения установлены Законом Пензенской области от 2 ноября 2004 года № 690-ЗПО «О границах муниципальных образований Пензенской области».

## Население
| 2002  | 2010  | 2012  | 2013  | 2014  | 2015  | 2016  |
| ----- | ----- | ----- | ----- | ----- | ----- | ----- |
| 2770  | ↘2654 | ↘2579 | ↘2563 | ↘2547 | ↘2537 | ↘2487 |
| 2017  | 2018  | 2021  |       |       |       |       |
| ↘2455 | ↘2429 | ↘2407 |       |       |       |       |

## Состав сельского поселения
| № | Населённый пункт    | Тип населённого пункта       | Население |
| - | ------------------- | ---------------------------- | --------- |
| 1 | Волженка            | деревня                      | 464       |
| 2 | Замуравские Выселки | село                         | ↘54       |
| 3 | Кривошеевка         | село, административный центр | ↗1868     |
| 4 | Мичкасские Выселки  | село                         | ↘257      |
| 5 | Тархово             | село                         | ↘11       |